# Wargnies-le-Grand
Wargnies-le-Grand é uma comuna francesa na região administrativa de Altos da França, no departamento do Norte. Estende-se por uma área de 5.68 km². Em 2010 a comuna tinha 1 133 habitantes (densidade: 199,5 hab./km²).